# عملية هاربون (1942)
عملية هاربون 1942 هي سلسة الاشتباكات الجو-بحرية التي وقعت في الفترة ما بين 12 إلى 16 يونيو عام 1942 في منطقة وسط وشرق البحر المتوسط أثناء الحرب العالمية الثانية. شهد القتال، الذي يعتبر جزء من الموقعة الكبرى للبحر المتوسط، اعتراض القوات الجوية والبحريه الإيطالية والألمانية لعمليتى إمداد بالوقود على جزيرة مالطة تقوم بهما البحرية الملكية البريطانية (وكانت تضم أيضا وحدات استراليه وبولنديه) وإسمهما الحركي هو هاربون وفيجوروس. تميزا تلكما العمليتان، اللتان وقعتا في منطقه واسعه جدا من البحر المتوسط، على حسب الطريق: فقد غادرت من الإسكندرية بمصر الفيجوروس بينما غادرت هاربون من مضيق جبل طارق، وإلتقيا سوياً في نقطة واحدة خلال فترة زمنية استغرقت خمسة أيام.
يمكن اعتبار المعركة نجاحا لقوات المحور: القافلة هاربون، التي أبحرت من مضيق جبل طارق تحت حماية السفن الحربية بقيادة نائب الأميرال البان كورتيس، تعرضت لهجمات عنيفة من قبل الطائرات المحود والغواصات الإيطالية أثناء توجهها إلى مضيق صقلية، وواجتها أيضاَ الطرادات الإيطالية بقيادة الأميرال البرتو دى زارا في المياه المواجهة لجزيرة بانتيليريا، من أصل ست سفن تاجرية ضمن القافلة تمكنت اثنين فقط بلوغ وجهتها، بينما عانى أسطول الحماية من خسائر فادحة، سواء مباشرة من قوات المحور أو من حقول الألغام في جميع أنحاء مالطة.
بينما تعرضت قافلة فيجوروس، التي أبحرت من الإسكندرية تحت قيادة الأميرال فيليب، لهجمات جوية متكررة من القوات الإيطالية-الألمانية وأخرى عن طريق الغواصات وزوارق الطوربيد التابعة لسلاح البحرية الألمانية، وبالتدريج تكبدت خسائر عديدة في الوحدات، وفي طريقها لبلوغ جزيرة مالطة اعتراض القافلة الفيلق البحري الإيطالي تحت قيادة الأميرال انجلو لاكينو (الذي احتوى على الطراد الثقيل ترنتو الغارق بواسطة غواصة تابعه للعدو)، مما إضطر القافلة لتغير مسارها وعادت إلى القاعدة دون ان تنجح في أن تصل إلى الجزيرة ايا من السفن البحرية التي رافقت القافلة.
قد أمر القائد الأعلى للبحرية الفريق الإيطالي ن المعركة الإيطالية بأن يغادر قاعدة تارينتو وذلك بهدف وقف الوحدات البريطانية في صباح اليوم الثاني وذلك مع موقف وطريق القافلة الذي أصبح الآن واضحا:- وذلك بقيادة الأدميرال للفريق انجيلو لاكينو والذي شرع وابحر من معارك ليتوريو وفيتتوريو وفينيتو؛ والطرادات الثقيلة ترينتو وغوريزرينا، والطرادات الخفيفة جوزيبى جاربالادى ووإيمانويل فيليبرتو دوكا داوستا، وايضا ترافقها عدد من المدمرات حوالي اثنى عشر. وبالنسبة للمرة الأولى في تاريخه الاسطولى البحرى فقد غزا البحر مستطيعا الاعتماد على على دعم من نظام رادار: وفي الحقيقة قد ابحر الجندي العسكر المدمر ليجيناريو المعدات الألمانية فو. مو. 20/40 ج ج ل (دى.تى).(ديزاميتر تيلوجرافيه) اللتى على الرغم من انها مفيدة لتنظيم المناورات ليلا نهارا للفريق ولتمييزها واعتبارها تقديم مؤكد لهجمات العدو الجوية، وامدادهم بعائد نسبى منزعج من الاصداء التي ولدت وظهرت من الكثير من القوارب الجديدة وذلك بسبب انه تم تثبيتها وحدة واحدة، ووصلت اخبارها ا في وقت متاخر عن السفن الأخرى
وقد شوهد الفريق الإيطالي من خلال طائرة استطلاع بريطانية بعد وقت قليل من رحيله، ويتبع باستمرار طول رحلته. قبل وقت قليل من فجر يوم 15 يونيو قد جاء الهجوم الأول من الطائرة التي مقرها مالطا: وهاجمت تسعة من قاذفات الطوربيد بريستول بوفورت حوالي الساعة خمسو وربع فريق من الطردات الإيطالية الذي ابحر في القدمة إلى تشكيل:-
طرادات غوريزيا وغاريبالدي تتفادى طوربيداتهم مباشرة مع سلسة من العنف المتجاور ولكن تم ضرب
طراد ترينتو في الجانب الايكمن من الطوربيد.الذي تمكن من حملهم 200 متر من هيكل السفينة.

## ما قبل الاحداث

### حصار مالطه
منذ دخول إيطاليا الحرب في يونيه عام 1940 فقد احتلت مالطه دور استراتيجى مهم: فالجزيرة تقع تقريبا في منتصف البحر المتوسط ولها اهميه واضحه في في منطقه ريف شمال أفريقيا لانها تتواجد في المنتصف سواء في الطريق الذي يستخدمه الإيطاليين من اجل امداد قواتهم الموجودة في ليبيا سواء في الطريق الأكثر اختصار بين المملكة المتحدة وقواتها في مصر عبر مضيق جبل طارق وقناه صقليه، ومع اندلاع الحرب فقد أصبحت الجزيرة غير محميه بشكل كبير: موقعها كما تم عرضه جعلها عرضة للهجمات الإيطالية التي دفعت البريطانيين إلى الاعتقاد في اقتراب غزوها من قبل الإيطاليين وبالتالى فقد احتاطوا وقاموا بابعاد قواتهم البحرية والجويه وباجلاء موظفيها الأكثر اهميه عن الجزيرة. مع ذلك، في الايام والشهور التالية، سيتضح أكثر ان اى محاوله للغزو لم تكن محل تفكير أيضا لان القيادة الإيطالية العليا لم تكن قد اعدت اى خطه لهذه الاحتماليه. (ستقوم بها فقط في أكتوبر عام 1941 في العملية المسماة ب (سى 3 ): لذلك فقد استعدت القوات البريطانية لتدعيم دفاع الجزيرة وتحويويلها إلى قاعده عسكريه لوحداتها الجوية والبحريه وقواعد الغوص لاستخدامها في الهجمات ضد وسائل الهجوم الإيطالية التي تقودها من ليبيا.
وخلال السنتين التاليتين فقد وقعت اشتباكات مختلفه في المياه المواجهة لمالطه: لو نجحت القوات البريطانية في القاعدة في الجزيرة في اعاقه طرق امداد العدو، فان القوات الإيطالية المتمركزه ستبدأ في مهماجمه سفن الشحن التي تنقل كل ما هو ضروري للدفاع عن الارخبيل المالطى، وتدريجيا أصبحت مشكله تقديم الامداد إلى مالطه أكثر خطوره على البحرية الملكية والبحريه العسكرية البريطانية: فقد كان من الضروري ضمان ليس فقط الامدادات التي تفيد في جعل الجزيرة قاعده عسكريه (طائرات بحريه، ذخائر، قطع غيار، امدادات عسكرية) ولكن أيضا الحفاظ على استمرار تدفق الضروريات الاساسية على قدر الإمكان كالطعام والوقود والتي لا تلزم فقط الطاقم العسكري ولكن أيضا السكان المدنيين العديدين.
كانت هناك طرق متنوعه استطاعت بها البحرية البريطانية في ايصال العون والمدد إلى الجزيرة: فالطائرات الشراعيه تم نقلها بواسطة ناقله للطائرات التي نقلتها إلى مطارات الجزيرة وفي النهاية وصلت إلى أقصى مسافه ممكنه بينما كميات قليله من المواد الحيوية كالذخائر والادويه والاطعمه كان من الممكن ان يتم حملهم بواسطه سفن بحريه سريعه وفرديه أو بواسطه وحدات عسكريه أو غواصات مستخدمه كسفن نقل؛ السفينة واضعه الألغام اتش ام اس ويلشمان وهي وحده سرعه فئه ابديل ذات الاربعين عقده والتي تتميز بهذا النوع من النشاطات، اكملت العديد من رحلات الامداد من وإلى مالطه الامر الذي جعلها تلقى ثناء وينستون تشرشل بنفسه، رئيس الوزراء البريطاني.
الطريقة التي كانت تضمن تدفق كبير للامدادات كانت تكمن في تنظيم قافله بحريه كبيره مكونه من أكبر عدد ممكن من السفن البحرية (التجارية) حيث لا يمكن للقوافل ان تلفت انتباه العدو بسبب احجامهم فكان من الضروري لها حمايه عسكريه كبيره مستغلة عون التشيكيلين البحريين البريطانيين في مياه البحر المتوسط: اسطول البحر المتوسط بقاعده الإسكندرية في مصر وقوات اتش في قاعده مضيق جبل طارق.
بناء على رغبه ادولف هتلر نفسه فان البحرية الألمانية قامت بنقل وحده يو بوت في البحر المتوسط في سبتمبر عام 1941 وحققت نجاحات مختلفة، ففي 14 نوفمبر، الغواصة يو _ 81 نسفت واغرقت حامله الطائرات اتش ام اس ارك الملكية عند عودتها من مهمه نقل طائرات إلى مالطه بينما في في 25 نوفمبر التالى فقد غرقت يو_ 331
أثناء مشاكره البارجة اتش ام اس بارهام مع بقيه الاسطول في البحث عن قوافل العدو في شرق البحر المتوسط، كانت قد تعرضت القدرات الحربية لأسطول البحر المتوسط لضربه قاسيه في 19 ديسمبر 1941 عندما اخترق مغيري الاسطول العاشر ام ايه اس الإيطالي ميناء الإسكندرية وهاجموا السفينين الحربييتين اتش ام اس كوين اليزابيث واتش ام اس فاليانت: فالوحدتان تم اغراقهم ولكنهما استقرا في مياه الميناء الضحله مما سمح بامكانيه استعادتهم مرارا؛ ولكن الاسطول البريطاني وجد نفسه لعدة أشهر خاليا من البوارج العملياتيه في البحر المتوسط.
في 16 يناير، قد اجتمع العشرات من الجنرالات والأدميرالات الإيطاليين والألمان في جارميش بارتنكيرشن لاستئناف الخطة الإيطالية لغزو الجزيرة ووقد اشار عليهم أيضا مستشارون يابانيون: فقد تقرر انزال القوات فقط بعد تفجير....
التي كان من المفترض ان تضعف بشكل كامل المقاومة البريطانية. فكان يبدو ان موازين المواجهة البحرية في البحر المتوسط بدأت تنقلب لصالح قوات المحور: فبعد تدعيم الملاحة الجوية الألمانية بطائرات اكس فليجس كوربس الشراعيه التابعة لسلاح الجو الألماني، والتي وصلت إلى مطارات صقليه في بدايه عام 1941، بدأ سلاح الجو الملكي ان يفرض على مالطه سلسله من الغارات الجوية الواسعه مما تسبب في الحاق خسائر جسيمه واضعاف القوة البريطانية بينما في نفس الوقت كان قد تم اعداد وسائل الانزال وتدريب المظليين؛ فالغارات الجوية المستمره التي قامت فقط في شهر مارس 1942 بالقاء قنابل عشر مرات كميه القنابل الملقاة من الألمان اثناء تفجير كوفنترى، اجبرت البريطانيين ان يسحبوا القوات البحرية التي كان قد تم انزالها إلى الجزيرة.

### القوافل المتجهة إلى مالطة
الغارات الجو بحريه المتجدده لقوات المحور صعبت عمليات الامداد للجزيرة: فبين 22 و26 مارس عام 1942 اثناء الأحداث المسماة بموقعة سرت الثانية، قافله بريطانية كانت محمية بكثافه كانت غارقه تحت الهجمات الجوية لقوات المحور بشكل كامل وكان يصاحبها أربعة سفن بحريه (تجارية)، اثنتان منهما كانتا داخل ميناء فاليتا نفسه بعد فتره قصيره من الرسو هناك، وتم تقل 5000 طن فقط من اصل 26000 طن من الامدادات المنقوله. ووصل إلى الجزيرة حوالي 10% مما تم ارساله  وكان لهذا نتائجه على مقاومة الحماية البريطانية: قلت الاطعمة والذخائر، والروح المعنوية كانت منخفضه جدا.
في منتصف مايو لعام 1942، بعد ان اوضح تقرير مقلق للحاكم الجديد لجزيرة مالطة أن الجزيرة تمتلك طعام يكفي فقط لثلاثة أشهر فقد قرر قائد اسطول المتوسط هنري هاروود تنظيم قافله ضخمه جديده لامداد الجزيرة. ولكى يضمن ان يصل على الاقلوصول جزء من الحمولة إلى وجهتها، فالقوافل هذه المرة ستكون مقسمة إلى اثنتين: الأولى هاربون وستغادر من مضيق جبل طارق وكان من المفترض ان تصل إلى مالطه من الغرب والاخري هي فيجوروس والتي اقلعت من الإسكندرية وكان من المفترض ان تصل من الشرق؛ الفكرة كانت تكمن في تفرق قوات المحور عندما تجد نفسها أمام قافلتين في نفس الوقت مما يسمح لكل قافلة بمواجهة معارضه مقبولة وباحتواء الخسائر أو انهم سيركزوا على قافله واحده من الاثنتين مما يسمح للاخري بالوصول إلى الهدف في سلام.
القافلة هاربون كانت ستلتقى في جبل طارق مع السفن البحرية البريطانية: فالامدادات ستنقل بواسطة ثلاث سفن شحن بريطانيه (ترويلوس، اوراري، بورداون)، واحده هولندية (ترانيمبار) وواحدة امريكيه (كانت) بينما شحنه حيويه من الوقود كان من المقرر نقلها بواسطه حاملة الوقود الأمريكية كينتوكى؛ وتم نقل الامدادات أيضا على واضعة الألغام اتش ام اس ويلشام التي ستنضم إلى القافلة في جبل طارق لتصاحبه اثناء جزء من الطريق إلى مالطة وستنفصل بعد ذلك لتستغل سرعتها العالية وستنضم مره اخري إلى القافلة في النهاية في يوم 15 يونية بعد ان يتم تحميلها.وقوات حمايه القافلة بقيادة الكابتن سيسل كامبيل هاردى سيتم تشكيلها من الطرادات الخفيفه اتش ام اس كايرو، ومن تسعة مدمرات (من بينها واحدة هي الاورب كوجواياك البريطانية ولكنها استسلمت إلى البحرية البولندية)، ومن اربع كاسحات ألغام وستة وحدات بحرية من نوع فيرميلى بى (معدة أيضا مثل كاسحات الألغام)، فمبجرد عبور مضيق جبل طارق سيتم حماية القافلة من على بعد حتى مدخل قناة صقليه من قبل قوات دابليو بقيادة نائب الأدميرال البان كورتيس مع حاملة الطائرات اتش ام اس ارجوس واتش ام اس ايجل (التي حملت فولمار وسفوردفيش وسي هوريكان التابعة للجويه البحرية السرب 801 ,807,813,824) والبارجة اتش ام اس مالايا والطرادات الخفيفة اتش ام اس كينيا (السفينة الرئيسية) واتش ام اس كيريبدس واتش ام س ليفربول وثمانيه مدمرات، بينما حاملة البترول براون رانجر المحمية بواسطة طرادتين (قوات واى) كان من المفترض ان تدعم المدد في البحر بمدمرات حماية القافلة.
الإحدى عشر وحدة ما بين سفن الشحن وحاملات البترول المخصصة لعملية فيجوروس غادرت مقسمة إلى أكثر من قسم وبعد ذلك تجمعت في البحر في قافلة موحدة (مطابقة مثل ام دبليو.11): قسم 11 ايه مع مراكب أياكس، مدينة أدنبرة، مدينة لينكولن، مدينة بريتوريا وإليزابيث باكى التي سيغادر ميناء حيفا، وقسم 11بى مع حاملة البترول بولكويل وسفينة الشحن بوتارو كانت ستتحرك من إسكندرية بينما 11 سى كان سيسلك البحر من بورسعيد مع المراكب اجكتكيركى، بوتان ومدينة كلكتا ورامبرانت.
و قوات الحماية تحت قيادة الاميرال فيليب فيان الذي كان على متن الطراد اتش ام اس كليوباترا تكونت من عدد مهم من الوحدات المتبقية من اسطول المتوسط من بينها 8 طرادات و26 مدمرة (من بينها أربعة طرادات أسترالية)، وكساحتي الغام واربعة طرادات وانضم أيضا إلى القافلة اتش ام اس سينتريون: بارجة قديمة فئة الملك جورج الخامس التي تم اطلاقها في عام 1911، تحولت إلى سفينة هدف لتدريبات المدفعية بسبب تقادمها ولكن تم تمويهها ببنية تحتية من الخشب لجعلها تشبه السفينة الحربية اتش ام اس انسون وكذلك خداع قوات استطلاع العدو بالإضافة إلى تحميلها باكثر من الفين طن من الامدادات؛ وكانت للسفينة 13 مدفعى فقط من عيار 20 ملم للدفاع عنها.
ولقد تحركت عشرات الغواصات البريطانية في البحر الايونى وفي وسط البحر المتوسط كدعم اضافي للقافلتين لاعتراض اى تشكيلات بحريه محتملة لقوات المحور المتجهه نحوهم: ولقد ارسلت أيضا تشكيلات واسعة من الطائرات المقاتلة المتمركزة في مالطة ومصر وفلسطين من بينها وحدة من قاذفات القنابل الأمريكية الموحده_المحررة بى -24 في مهتمهم الأولى في مسرح عمليات البحر المتوسط لحماية سفن الشحن ومهاجمة الوحدات التابعة للعدو.
وتم أيضا تنفيذ اجراءات وقائيه محتلفة لاعاقة اى تدخلات محتملة لقوات المحور: هاجمت القاذفات البريطانية ميناء تارنتو وهي قاعدة رئيسية للبحريه الملكية الإيطالية في ليالى 9 و 10 و11 يونية على الرغم من وجود تأثيرات ضئيله بينما انزلت الغواصتان اليونانيتان تريتون وبابانيكوليس مخربى القوات الخاصة البريطانية (بالتحديد ثلاث مجوعات من قوات البحرية الخاصة والتي تسمى الآن«قسم البحرية الخاصة» وواحدة من القوات الجوية الخاصة) في جزيرة كريت في الليل بين يومى 13 و14 يونية لمهاجمة مطارات كانديا وكاستيللى بيديادوس وتيمباكى وماليم ولقد نجحوا في تدمير بعض الطائرات الشراعية في كانديا بالإضافة إلى تدمير 5 طائرات واتلاف 29 اخرين واحراق 200 طن من وقود الطائرات في كاستيللى اثناء عملية البومن.

### القوات الإيطالية
في يونية عام 1942، كان الفريق الإيطالي في ورطة لعدم توفر العديد من وحداته الرئيسية فبعضها خارج المعركة منذ تلك الليلة في تارانتو: فمن مجموع ست بوارج متوفرة، كانت البارجة الكونت كافور في تريسته لاعمال الإصلاح وجايو دويليو كانت في ماسينا للتدريب العسكري والبارجة جوليو سيزار نفذت اخر عملياتها الميدانية في حماية القافلة ام فور ثري في يناير 1942 والبارجة اندريا دوريا منذ مارس 1942 وهي ترسو في تارانتو لتساهم في الدفاع الجوى للقاعدة في حين كانت لا تزال السفينة الحربية روما الأحدث على الإطلاق في مرحلة الاعداد؛ بعض الطرادات الثقيله كلها من فئة زارا _فيما عدا الطراد غوريزيا_ فقدت اثناء معركة كابو ماتابان بينما بقيت البولزانو في باليرمو مع خيبة امال نائب الاميرال البرتو دى زارا وكانت لا تزال تريسته تحت الإصلاح بسبب الاضرار الناتجة عن تلقيها طوربيد في 21 نوفمبر 1941 من الغواصة اتش ام اس اتموست.
تم اغراق 5 طرادات من بين الاثنى عشر طراد الخفيف فئة كوندوتييري والتي بدات بها البحرية الملكية الإيطالية النزاع، أحد الطرادات كان لويجى كادوما وقد تم اعلانه غير صالح لمهام الفريق بسبب قلة الحماية والدوقه ديللى ابروتسى في نافارينو لحماية القوافل وقد كان لموزيو اتندولو نفس الدور بين نابولى وبنى غازى أو تجاه البانيا. الطرادات الخفيفة الجديدة فئة الكابيتانى روماني كانت ما تزال تحت الإنشاء، فقط الطراد اتيليو ريجولو دخل إلى الخدمة منذ فترة قصيرة ولكنه كان لا يزال يشارك في التدريبات .
القوة الحربية الرئيسية بقيادة الاميرال انجلو لاكينو تحركت إلى تارانتو معتمدة على سفينتين حربيتين وطرادين ثقيلين وطرادين خفيفين واثنتى عشر مدمرة؛ على العكس فقد غادر الفصيل السابع طرادت البرتو دا زارا إلى كالياري مع طرادين خفيفين وسبع مدمرات للاستعداد لعمليات في غرب البحر المتوسط .طراد خفيف مثل ام ايه اس و ......والغواصات كانو من الممكن ان يستخدموا كسدود متحركة بطول قناة صقلية بينما كان يمكن تقديم الدعم الجوى عن طريق تشكيلات سلاح الجو الملكي وسلاح الطيران الألماني المتمركزين في صقلية وسردينيا وجزيرة كريت في عملية والتي ستظهر منظمة جدا على عكس تجارب مشابهة من عدم التعاون بين البحرية والجوية مثلما حدث في موقعة بونتا ستيلبو.

## عملية هاربون

### تشكيلات المعركة
- البحرية الملكية البريطانية
- البحرية البولندية
- نائب الاميرال البان كورتيس
- الفيلق اكس (حماية قريبة) - الكابتن-الملازم سيسيل كامبل هاردي
- الطراد خفيف اتش ام اس كايرو (الرائد)
- المدمرات اتش ام اس بدوين، اتش ام اس مارن، اتش ام اس ماتشليس، اتش ام اس ايثوريل، اتش ام اس بارتيردج، اتش ام اس بلانكنيى، اتش ام اس بادس وورث، اتش ام اس ميدلنتون واورب كوجوايك .
- واضعة الألغام السريعة
- كاسحة الألغام اتش ام اس هيبي، اتش ام سبيدى، اتش ام اس راي، اتش ام اس هيث
- السفن الحربية ام ال – 121، ام ال – 134، ام ال 135، ام ال- 168، ام ال-459و ام ال – 462
- قافلة جى ام فور
- البواخر ترويلوس وبوردوانو وشانت وتانيمبار واورارى
- حاملة البترول كنتاكي
- الفيلق دابليو (حماية من على بعد) - نائب الاميرال البان كورتيس
- حاملتة الطائرات اتش ام اس اركوس واتش ام اس ايجل
- السفينة حربية اتش ام اس مالايا
- الطرادات الخفيفة كينيا (الرائدة)، واتش ام اس كاريبديس واتش ام اس ليفربول
- المدمرة اتش ام اس أونسلوو، اتش ام اس ايكاروس، اتش ام اس ايسكابيد، اتش ام اس انتيلوبى، اتش ام اس يستكوت، اتش ام روستر، اتش ام اس فيديتتا واتش ام اس فيشارت
- الفيلق واى (وحدة الامدادات)
- ناقة البترول براون رانجر
- الطرادات اتش ام اس كولتسفوت واتش ام اس جرانيوم
- الغواصات اتش ام اس 211 واتش ام اس بى 42 واتش ام اس بى 43 واتش ام اس بى 46
- البحرية الملكية الإيطالية

نائب الأميرال ألبرتو دا زارا
- تشكيل الطرادات السابع
- طرادات خفيفة فئة ايوجينيو دى سافويا (الرائدة) ورايموندو مونتيكوكولى
- فريق المدمرات العاشر: ألفريدو اوريانى، اسكارى، بريمودا، فينتشنزو جيوبيرتي
- فريق المدمرات الرابع عشر أوغولينو فيفالدي، لانشيلوتو مالوتشيللو ونيكولو زينو
- مجموعة الغواصات :

ماليتشيتا، فيليللا، برونزو، انجيلو ايمو
- مجموعة الغواصات الثانية:

اوراشيك واتشايو، اليشم، الاجى، سيليون
الاسطول الثاني ماس

### الهجمات الأولى
غادرت الوحدات المخصصة لعملية فيجوروس على مراحل بنية التجمع في وقت لاحق في البحر قبل الشروع في التوجه إلى مالطة ؛ فأول من تحرك كان التشكيل 11 سى، أبحر من ميناء بورسعيد يوم 11 يونيو مع أربعة سفن تجارية بحرية التي يحميها الطراد اتش ام اس كوفنتري وثمانية مدمرات: توجهت القافلة متخفية نحو الغرب لتبدو وكأنها مهمة للتزود بالوقود واتجهت نحوطبرق بهدف تضليل العدو وجذب الأسطول الإيطالي من قواعده لإجباره على شن غارات جوية وجعله يستنفذ الوقود بدون فائدة. وفي فترة ما بعد الظهر من 12 يونيو تم التعرف على التشكيل من قبل كشافة المحور بعد وقت قصير من تغيير مسارها لكى تتجه إلى منطقة الالتقاء مع بقية القافلة : ففي هذه الليلة، قام تشكيل من قاذفات القنابل الألمانية فئه جو 88 بمهاجمة الوحدات البريطانية في الساعة التاسعة مساء والحق اضرارا خطيرة بسفينة مدينة كلكتا، مما اضطرها إلى اللجوء إلى طبرق تحت حراسة المدمرة اتش ام اس إكسمور ووالمدمرة اتش ام اس كروم. ثم التحق التشكيل ببقية القافلة صباح يوم 13 يونيو خارج الإسكندرية، وبعد ذلك تابع السيرالى مالطا. حتى خلال 13 يونيو تعرضت القافلة لهجمات جوية اثاء مرورها بما يسمى بومب ألى («ممر القنابل»)، طريق بحري جنوب جزيرة كريت الواقع على مسافة من قاذفات المحور: تعرضت سفينة الشحن اليزابيث باك لتلفيات ليست بالخطيرة، ولكن نظرا لانها لم تستطع ان تسير على نفس سرعة بقية القافلة فقد تقرر عودتها إلى الإسكندرية.
في الليلة الفاصلة بين 13 و 14 يونيو، أجبر سوء الاحوال الجوية الاميرال فيان على التخلى عن أربعة زوارق صواريخ منضمة إلى القافلة، التي لم تعد قادرة بعد على مواصلة رحلتها في البحر: نجحت ثلاثة منها في اللجوء إلى الإسكندرية والزورق الرابع ام تى بى 259 دمر وغرق : اظهر الطراد ايريكا مشاكل في محرك الدفع وبالتالى تلقى اوامر بالعودة إلى ميناء مرسى مطروح .في صباح يوم 14 تعرضت القافلة لمزيد من الخسائر: ظهرت السفينة الحربية اجتيكيرك غير قادرة على مواكبة السير مع الوحدات الأخرى، وتلقت اوامر بالتوجه إلى قبرص تحت حماية المدمرة اتش ام اس تيتكوت والسفينة الحربية بريمولا لكن في حوالي الساعة الثامنة صباحا تم التوصل اليها من قبل قاذفات القنابل الألمانية وتم احراقها وفي النهاية انتهت بها السبل امام طبرق حيث غرقت بعد ذلك ؛ بعد الظهر اصابت طائرات المحور سفينة الشحن بوتارو التي كانت قادرة على كل حال على مواصلة السير وعندما تم استهداف بوتان من قبل قاذفة القنابل «كانت زد 1007» بقيادة الكابتن ماريو ريجينى تعرضت السفينة لتلفيات خطيرة وغرقت في وقت متأخر على الرغم من نجاح وحدتى الإنقاذ انتويرب ومالينز (سفينتان لنقل الركاب تابعة للسكك الحديدية العظمى الشرقية حمولة 3000 طن تحولت إلى سفن لنقل الجنود) من استعادة المعدات والمسافرين . بينما كانت الغارات الجوية لا تزال مستمرة، ففي حوالي الساعة السابعة الا ربع مساء، تلقى فيان خبر سئ اخر : اشارت قوات اللاستطلاع الجوية إلى انطلاق الاسطول الإيطالي من البحر من تارانتو واتجاهه إلى اعتراض طريق القافلة البريطانية.

### التحركات الأولية
خمس سفن تجارية ثلاثة منهم بريطانيين وهم (ترويلوس وبورداوان واورارى) وتانيمبر الهولندية وشانت الأمريكية وهم ضمن قافلة المبحرة من منفيرثمنكلايد 5 يونيو لدخول الأطلسي تحت حراسة من السفنتين الحربيتين السريعتين ليفربول وكينيا وتحت حراسة ايضًا عشر طرادات بينما ناقلة البترول كنتاكى التي وصلت إلى مضيق جبل طارق حيث خضعت لأعمال صيانة من اجل زيادة التسليح عليها . الوحدات العسكرية تجمعوا في جبل طارق في 11 يونيو، حيث قافلة التجار، والتي تُسمى الآن جى ام أربعة، حيث مرت تحت مسؤولية القبطان كامبلهاردي، الذي سيتجه بعد ذلك إلى القاهرة وهو القائد المسئول حراسة سفينة حربية ضخمة والتي تضمنت أربعة سفن حربية لوضع الألغام بينما في نفس الوقت وصلت سفينتين حربيتين سريعتين من بريطانيا العظمى واتحدوا معا في قوة تًسمى H بدلا من قوة تحت قيادة نائب الأدميرال كوورتيز الذي كان مكلف بحماية القافلة على مسافة معينة . الوحدات البريطانية أبحرت في البحرالأبيض المتوسط، خافضًا من سرعتها إلى 13عقدةعلى الرغم ان تلك السفن التجارية كانت تستطيع أن تزيد من سرعتها وفي 13 يونيوتم امداد طرادات من قوة x في البحر من جانب براون الحارس، بعد تاخير كبير بسبب وجود الناقلة في موقع خطأ ومن ثم بعد ذلك انفصلت الوحدة مع اثنين من طراداتها المخصصة للحراسة بهدف زيادة الامدادات للسفن البريطانية أثناء رحلة عودتهم.
وصلت الأخبار الأولية عن القافلة إلى القيادة العليا للبحرية الإيطالية صباح يوم الثاني عشر من يونيو وعلى الرغم من أن هذه المعلومات ليست دقيقة إلا أنها تشير إلى معلومات مهمة حيث كانت تشير إلى مرور ثلاثين وحدة عسكرية بريطانية عبر مضيق جبل طارق متوجها مباشرةً نحو جزيرة مالطا. وبناءً على ذلك قامت البحرية الإيطالية بإتخاذ التدابير الازمة بوضع تسع غواصات في خطين متوازيين بين جزر البيار وساحل الجزائر بهدف رصد مرور وحدات العدو واطلاق الهجوم الأول . وبعد ظهر يوم 13 يونيو مجموعة من الطائرات العسكرية القاذفة للصواريخ أقلعت من مطارات ساردينيا ولكن عادت من جديد إلى القاعدة دون ان تقطع الطريق على العدو . وفي تلك الليلة طائراتان استطلاعيتان إيطاليتان تم إرسالهم لتمشيط البحر في المواقع اللاتي كان يُظن انه هناك الوحدات البريطانية ونجحوا في النهاية من رصد طراديين بريطانيين اللذان تم الدفع بهم من اجل تمشيط منطقة بالقرب من قناة صقلية . وفي الساعة الرابعة والنصف مساءً ل 13 يونيو، ابحرت من كاليارى السرب السابع من السفن الحربية الصغيرة لأدميرال البرتو دا زارا مع سفينتين حربيتين خفيفتين (يوجينمنسافوي (سفينة القيادة) ورايموندو مونتى كووككولى يرافقهما سبع طرادات للسرب الرابع عشر والسرب العاشر وسيتم خفضهم لاحقا إلى خمسة طرادات بسب أعطال في المحرك لطردين منهم وهم فينتشنزوجيوبيرتيونيكولوزينوالذين دخلوا من جديد إلى الميناء وعلى الرغم من كل ذلك إلا أن الوحدات العسكرية الإيطالية لم تعترض طريق السفن البريطانية اللاتى تم سحبها في ذلك الوقت ومن ثم عاد سرب دى زارا إلى باليرمو في نفس تلك الليلة. في الساعات الأولى ل 14 يونيو أصبحت السفن البريطانية في مرصد الغواصات الإيطالية واصبحوا محاصرين وعلى الفور انتقلت الغواصة Uarsciek إلى بحيرة فيليب فيلى بعد ان رصدت السفن البريطانية في حوالي الساعة الواحدة و40 دقيقة ولكن الطوربيدات الثلاثة اللاتى تم اطلاقهن لم يصبن اى هدف عسكرى .
في أول مهمة حقيقية الغواصة دجادا رصدت في الساعة الرابعة و40 دقيقة السفن العسكرية للقوة H حيث الملازم فاشيللو جاذبار كافاللينا يقود سفينة حربية على بعد 2,500 متر من السفن البريطانية ومن ثم تقوم الغواصة بإطلاق وابلُا من اربع طوربيدات على حاملة الطائرات النسر وعلى الفور تغطس للهروب من الهجوم المضاد لطردات العدو وذكرت دجيادا انها كانت قد سمعت دوى انفجاريين ولكن لايوجد سفينة بريطانية ألحق بها ضررًا .ولقد عانى القارب الحربى البريطاني من هجمات عديدة بقنابل شديدة الانفجار من قبل الطرادات ولم لتلحق بها ضررًا الا بسيطًا . بدءًا من الساعة 9 ليوم 14 من حزيران بدأت القوات البريطانية البحرية تعانى ايضًا من الهجمات الجوية للطائرات الصغيرة لدول المحور المنطلقة من قاعدة سردينيا وتبدأ هذه الطائرات بالطائرات ثمانية فيات CR42وتحتوى على قنابل جوية مصطحبة باثنين من طائرات سافويا ذو الوزن الخفيف SM79 التابعة للسرب رقم 36 . هذه الطائرات لم يغيب عنها الهدف فقط بل تم إسقاطها ايضًا من قبل طائرات الفولمار اللاتى اقلعن من حاملة الطائرات ارجوس . في الساعة العاشرة صباحًا خمسة عشر طائرة قاذفة للقنابل من طراز سافويا خفيفة الوزن S.M.84 للسرب رقم 36 ولكن نجحت قوات العدو من إسقاط ستة طائرات منهم من بينهم طائرة يقودها ملازم طيار أوليفيرودوناتي نجح بالهبوط في البحر متجنبًا بذلك موت طاقم الطائرة . وبعد فترة وجيزة في الساعة العاشرة والربع صباحًا أقلعت فجأة طائرات أخرى قاذفة للصواريخ الجوية من طراز S.M.79 وطائرات قاذفة للقنابل من طراز CANT Z.1007 وطراز جونكرس جو 88 حيث الموجة الأولى كانت تحتوى على 18 طائرات قاذفة للقنابل و32 طائرة قاذفة للصواريخ الجوية ومقاتلة ولكن في الموجات التالية سيتم الدفع في المعركة ب 250 طائرة إيطالية و 48 طائرة ألمانية.
سفينة تانيمبر التي تحمل 8.200 طن بداخلها و 13 الف طن بضائع أصيبت بقاذفة من طائرة من طراز SM.79 للسرب رقم 130 وإندلعت في اثنين وغرقوا على الفور جراء الانفجارمن وقود الطائرات والذخيرة على متن السفينة في حين ان الطراد ليفربول استقبل صاروخ ولكن دون وقوع اضرارًا بالغة به في جانبه الأيمن وربما أن هذا الصاروخ تم اطلاقه من طائرة الطيار اردوينوبوريوبسبب هذا الصاروخ صعدت كمية كبيرة من ماء البحر التي كانت تهدد بان بحجب الدفة وان تملأ كابينه السفينة وهددت ايضًا بفقدان الإتجاه ب 7 درجات بالإضافة إلى انخفاض سرعته إلى 4 عقدة ليتم سحب من قبل المدمرة HMS الظباء وهكذا ببطئ حاول الطراد العودة إلى جبل طارق تحت حماية المدمرة البحرية الثانية ويستكوتوعلى الساعة السادسة مساءً كان قد شارك 92 طائرة من سلاح الجو الملكي و 48 منفتوافا. ولا سيما الخامسة عشر طائرة الحربية القاذفة للصواريخ من طراز S.M.79 للسرب المستقل رقم 132 واللاتى رصدن الأسطول البريطاني على الجزيرة التونسية لا جاليتى في حوالي الساعة السابعة مساءً وكان مرافق لها في السماء طائرات سلاح الجو الملكي 2001 للمجموعة الثانية الأرضية . بينما كانت تقوم طائرات سلاح الجو الملكي بضرب إحدى عشر مدمرة ولكنها فقدها إحدى طياراتها ولكن مع نجاة طيارها وفي أثناء ذلك أطلقت طائرات من طراز S.M.79 قاذفاتها اللاتى لم تنفجر وهذا ما تم تأكيده فيما بعد وهذا بسبب أن هذه القاذفات كان قد تم إستخدامها وتم صناعتها في مصنع الذخئر والطربيدات بالخليج .في اثناء ذلك تم تم ضرب طائرة من طراز S.M.79 التي كان يقودها ملازم تانى دجيننينو نيجرى . بعد ظهر يوم 15 يونيو أبحرت القاطرة البحرية سالفونيا من جبل طارق وأستولت على الطراد ليفربول الذي وصل في اليوم التالى من مجموعة الطرادات البحرية HMS ومن الوحدات العسكرية البحرية الأخرى المخصصة للحراسة ومن ثم وصلت القوات البحرية بسهولة إلى جبل طارق ليوم 17 يونيو . وقد شارك في الهجمات ضد الإسطول البريطاني الغواصة الإيطالية ألادجى ولكن باتت المحاولات بالفشل بعد أن تصد لها قوات الرقابة والحراسة البريطانية ولكن بعد غروب الشمس نجحت الغواصة من الاقتراب إلى حدًا ما إلى القوات البريطانية وأطلقت طوربيدين ضد إحدى حاملات الطائرات البريطانية ولكن لم تلحق هذه الطوربيدات ضررًا بحاملة الطائرات .عند غروب شمس 14 يونيو وصل الإسطول إلى بنزرت وإلى مدخل مضيق صقلية بينما قوة Hغيرت طريقها وتوجهت إلى جبل طارق حيث أن القائد الأعلى للقوات البحرية البريطانية كان يعتقد أن البحرية الإيطالية سوف ترسل فقط قوات قليلة في مضيق صقلية ولذلك يسهل الأشتباك مع القوات الإيطالية ولذلك قرر القائد البريطاني إرسال طرادات الحراسة من القاهرة دون الحاجة إلى إرسال القوات الرئيسية للمعركة . السفينة البحرية المخصصة لوضع الألغام ويلشمان وهي أسرع من السفن التجارية وقد انفصلت عن الأسطول في الساعة 8 مساءً وإستكملت رحلتها بمفردها إلى جزيرة مالطا ووصلت في النهاية إلى فاليتا في مالطا ومن ثم سلمت حمولتها وبعد رحلت من جديد في اساعات الأولى من يوم 15 يونيو من أجل توفير الجماية ضد الطائرات لباقى سفن الأسطول الذي كان في طريقة للوصول .

## معركة بانتيليريا
في الساعة التاسعة والنصف مساءً ليوم 14 من حزيران ترك دا زارا باليرمو ومعه سفينتين سريعتين وخمسة طرادات اللاتى كانوا يقودهنوهن :«الفردو أوربانى، إسكارى، برمودا، أوغولينو فيفالدى، لاندزيرتتو مالوتشيللو». وأمرتهم البحرية الإيطالية بالتوجه بكل قوتهم نحو جنوب بانتيليريا حيث كان من المفترض أنه سيكون هناك الأسطول البريطاني فجر تلك اليوم ولذلك أمر القائد الأعلى للقوات البحرية الإيطالية بإرسال ثلاث فرق «ماس» قبالة سواحل كيب بون ولكن البحر الهائج والعالى أجبر القوات الإيطالية إلى العودة من جديد قبل أن يقوموا برصد السفن البريطانية . وفي الساعة الحادية عشر والربع مساءً تم إبلاغ كامبل هاردى من القائد الأعلى للقوات البحرية بالخروج إلى البحر مع سفن دا زارا بفضل فك شفرة رسالة لاسلكية وكان سيعود ولكن قررت أن القوات البحرية الإيطالية لن يتم الدفع بها بالقرب من جزيرة ال مالطا المليئة بالطائرات الإستطلاع وحقول الألغام .في فجر يوم 15 يونيو رصدت إحدى طائرات من جزيرة مالطا القوات البحرية دا زارا التي فتحت عليها النار الطرادات الإيطالية بادئًا بذلك الاشتباك وذلك بعد لحظات قليلة من قطع الطريق من قبل القوة البريطانية X لكامبل هاردى وتلك السيناريو كان قد تم توقعه بالضبط من قبل البحرية الإيطالية .

## الصراع بين الطرادات
أمر كامبل هاردى على الفور السفن البحرية «اللنشات البحرية» بالإتجاه نحو الساحل التونسي مع كاسحة الألغام مع زوارق حربية مزودة بمدفعية وأربع طرادات من سرب بلانكى وهم (بلانكى HMS، بادس وورث، ميدلتون، اورب كوجاوياك) ولذلك كان يتوجه نحو الإيطاليين من القاهرة بإرسال خمس طرادات من سرب البدو وهم (بدو HMS، مارن، منقطع النظير، إثوريل، الحجل) وذلك بهدف توفير غطاء قوى لإسطول ولكن القاهرة كانت في حالة خيبة أمل وخيبة في صراعها مع القوات الإيطالية وذلك بسبب أن الطراد المضاد للطائرات ذو موديل قديم وتصنيفه سى ولأنه ايضًا مسلح بمدافع 102 مم في مقابل مدافع 152 مم للقوات الإيطالية التي كانت معها عدد أكبر من المدافع .
دا زارا إتخذ موقف حازم على الفور من ذلك، حيث أمر بزيادة السرعة إلى 32 عقدة وأمرها بمحاولة قطع الطريق من أمام العدو وإطلاق النار بواسطة كل المدافع .ونظرا لأن الطراد مالتشيللو لم يستطع أن يحتفظ بسرعته المطلوبة، فصله الأدميرال دا زارا عن الطراد فيفالدى أمرًا مالتشيللو بمطاردة السفن الحربية الصغيرة من بعيد . توجها طردان نحو منطقة مليئة بالبريطانيين ولكن تم مهاجمتهم من قبل قوات سرب بلانكم اللاتى التحم معها في المعركة في وقت صغير جدًا قوات سرب البدو وبذلك إشتبكا الطرفان معًا ولمدة نصف ساعة تقريبا ٍمتبادلان إطلاق النيران والضربات بالمدافع والصواريخ على مسافات متفاوتة وفي الساعة 6.15 سفينة فيفالدى أصُيبت في غرفة المحركات من طراد ماتكليس الذي جعله لا يتحرك بإشعال فيه النار في غرفة محركه وفي الوقت الذي كانت فيه سفينة مالوتشيللو تدور حوله لحمايته بتوفير الغطاء الجوى لسفينة فيفالدى أقتربت من القوات البريطانية وأطلقت عليها صواريخ من مسافة 4 أو 5 ألاف متر وألحقت ضررًا بها . أمر قائد فيفالدى وقبطان اغناطيوس من قبطان مالوتشيللو بالانسحاب وترك السفينة لمصيرها ولكن الطراد أستمر في المقاومة متبادلًا أطلاق الضربات مع القوات البريطانية وفي حوالي الساعة 6.40 إنسحب البريطانيون وذلك نتيجة الارتباك الناجم عن سحابات الدخان التي لم تسمح لهم بمعرفة موقع السفن الإيطالية ومن ثم يستدعيهم كامبل هاردى بهدف العودة إلى حماية السفن التجارية .
وفي الساعة 6.46 سفينة فيفالدى نجحت من إعادة تشغيل واحدة من المحركات وتمكنت بذلك من المضى قدمًا ولكن ببطء نحو بانتيلريا ولكنها كانت محمية من قبل مالوتشيللو وفي حوالي الساعة 7.35 التحق بالسفينتين الطرادات المتبقية اللاتى يقودها دا زارا واللاتى تم إستدعائها لمساعدة السفينتين وبذلك فات الاوان لمحاصرة البريطانيين لأنهم الآن أصبحوا بعيدًا فقد وصلت ثلاث سفن من سرب ماس المبحرة من بانتيلريا وقد حملوا معهم بعض المصابين . وفي الساعة 9.25 حاولت سفينة مالتشيللو أن تسحب السفينة الملحق بها ضررًا ولكن أثناء تلك المخاطرة وصل في الساعة
معركه منتصف يونيه
تشير معركة منتصف يونيه إلى سلسلة من الاشتباكات الجوية والبحرية التي وقعت ما بين 12و 16 يونيه عام 1942 في وسط وشرق البحر المتوسط اثناء الحرب العالمية الثانية. فالمعارك التي تعتبر جزء من الموقعة الأكبر للبحر المتوسط، كانت نتيجه لاعتراض القوات الجوية والبحريه لعمليتى إمداد لجزيرة مالطا كانت تقودها البحرية الملكية البريطانية (وكانت تضم أيضا وحدات أسترالية وبولندية) وتم تسميتهما بشفرات ه ى هاربون وفيجوروس _هاتان العمليتان وقعتا في منطقه واسعه جدا من البحر المتوسط _وانفصلا على حسب الطريق فمن الإسكندرية بمصر غادر الفيجوروس ومن مضيق جبل طارق غادر الهاربون والتقيا سويا في نقطه واحده خلال فتره زمنيه استغرقت خمسه أيام.
يمكن اعتبار المعركة نجاحا لقوات المحور : فقافله هاربون التي غادرت مضيق جبل طارق تحت حمايه السفن الحربية بقياده نائب الأدميرال البان كورتيس تعرضت لهجمات طويله من جانب الطائرات الشراعية والغواصات الإيطالية أثناء اتجاهها لقناة صقلية وأيضا واجهت الطوافات الإيطالية بقياده الأدميرال البرتو دا زارا في المياه المواجهة لجزيرة بانتيليريا، وفي المجمل نجحت اثنتان فقط من اصل ستة سفن بحرية ممن شاركت في القافلة في الوصول إلى وجهتهما بينما كان على قوات الحراسة أن تعاني خسائر شديده سواء بطريقه مباشرة عن طريق قوات المحور أو عن طريق حقول الألغام التي كانت تحيط مالطا .
بينما قافله فيجوروس التي غادرت الإسكندرية تحت قياده الاميرال فيليب فيان فقد تعرضت لهجمات جوية متكررة إيطالية وألمانية وهجمات عن طريق الغواصات والقوارب الطوربيدية التابعة لسلاح البحرية الألماني وبالتدريج خسرت وحدات عديدة، وفي طريقها إلى الاقتراب من جزيرة مالطا التي عبرت من خلالها رحله بحريه للقطعه العسكرية الرئيسية للاسطول الإيطالي تحت قياده الأدميرال انجلو لاكينو (التي احتوت على الطراده الثقيله ترنتو التي أغرقتهاغواصهة تابعه للعدو)، فان القافلة قد غيرت مسارها وعادت إلى القاعدة دون ان ينجح في ان يصل إلى الجزيرة ايا من السفن البحرية التي رافقت القافلة.

## معرض صور

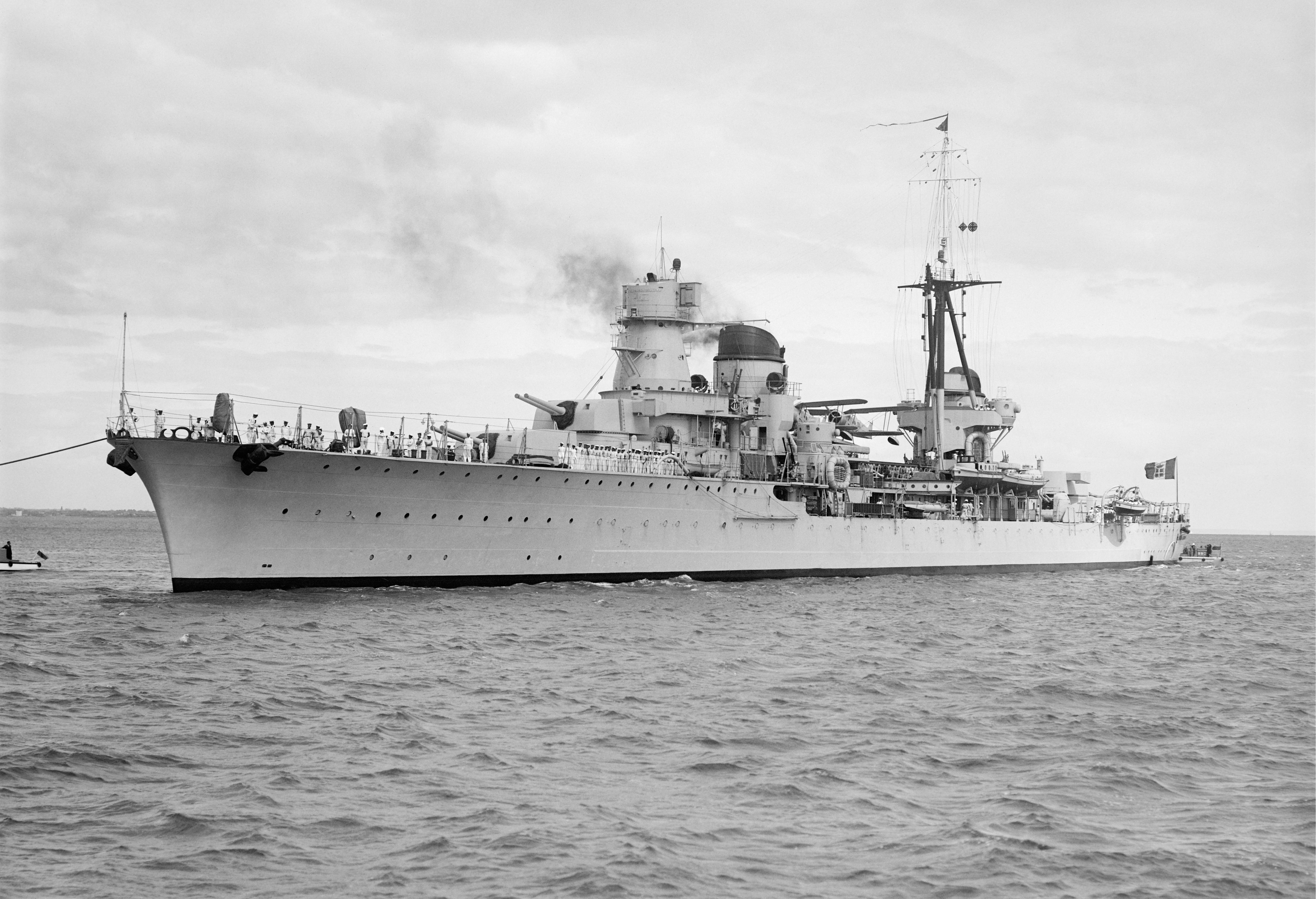
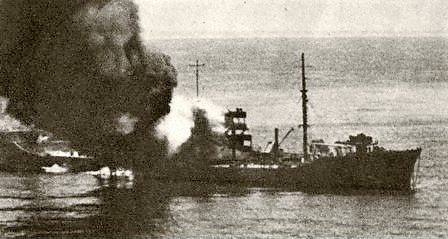
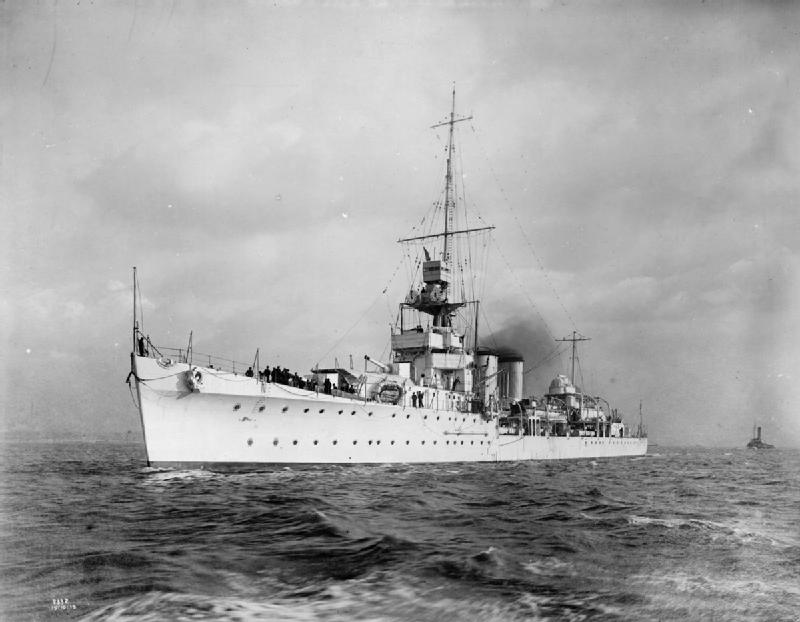